# Зогар Арґов
Зогар Арґов (івр. זוהר ארגוב; ім'я при народженні: Зогар Оркабі זוהר עורקבי; 16 липня 1955 — 6 листопада 1987) — ізраїльський співак. Арґов відомий в Ізраїлі як «король музики мізрахі».

## Біографія
Зогар народився 16 липня 1955 у місті Рішон-ле-Ціон, в Ізраїлі, у сім'ї Овадії (івр. עובדיה) та Йони (івр. יונה) Оркабі, євреїв, які іммігрували з Ємену. Він був найстаршим із десяти дітей. Талант до співу проявився ще у дитинстві, тому однокласники прозвали його «соловейком». Усі його брати та сестри також цікавилися музикою. У 14 років він покинув школу, бо нічого крім музики, його там не цікавило; і почав працювати в будівельній компанії. 1972 року одружився з сусідкою Браха Цабарі (івр. ברכה צברי), і вже через рік вона народила сина Ґілі (івр. גילי), який пізніше також став співаком. Батько Зогара, Овадія, був авторитарним та зловживав алкоголем, у нього й Зогара були непрості стосунки. Через сімейний стан Зогара звільнили від обов'язкової військової служби в Силах оборони Ізраїлю.

### Кар'єра
1977 року, у 22, Зогар опублікував сингл «ГаТаклітон ГаРішон» (івр. התקליטון הראשון, «Перший сингл») із двома піснями, які написав та скомпонував Моше Наґар (івр. משה נגר). Під час випуску цього синглу, порадившись зі своєю дружиною, він змінив своє прізвище з Оркабі на «Арґов». Йому здалося, що ім'я Оркабі не «звучить добре» ні для ЗМІ, ні для музичних кіл, тож він вибрав прізвище одного з найбільш відомих композиторів і музикантів тогочасного Ізраїлю, Саші Арґова[а]. Сингл був невдалим, лише один раз вийшов на радіо в ефір, присвячений «музичним дивацтвам». Тим не менш, Зогар почав працювати співаком на повний робочий день, виступаючи наживо. Його зарплата була мізерною, і за кілька місяців він набрав величезних боргів, усе його майно відібрали, і він більше не міг утримувати дружину та сина. Поганий фінансовий стан сім'ї та необхідність пізніх нічних клубних виступів спричинили до напруженості у стосунках, і Браха повернулася до батьків, забравши Ґілі.
1978 року Арґова заарештували за звинуваченнями у зґвалтуванні: він запропонував підвезти жінку додому з виступу на бар-міцві, а потім силоміць затягнув її у свою квартиру та вчинив сексуальне насильство. Суддею у його справі був Дов Левін (івр. דב לוין), який пізніше став суддею у Верховному суді Ізраїлю. Під час судового розгляду, коли ще не було очевидно, чи був цей інцидент зґвалтуванням чи стосунками за згодою, Арґов сказав таке: «Немає дівчини, якій би цього не хотілося, їй просто потрібно навчитися як це сприймати». За цей коментар його визнали винним у зґвалтуванні та засудили до трьох років позбавлення волі. У цей час дружина подала на розлучення.
Арґов вийшов на волю 1979 року і повернувся до музики. Спочатку він приєднався до гурту, який виступав у клубах та на сімейних заходах. Під час заходу в Беер-Шеві Арґов попросив заспівати й учасники гурту погодилися, там він виконав дві пісні наживо.

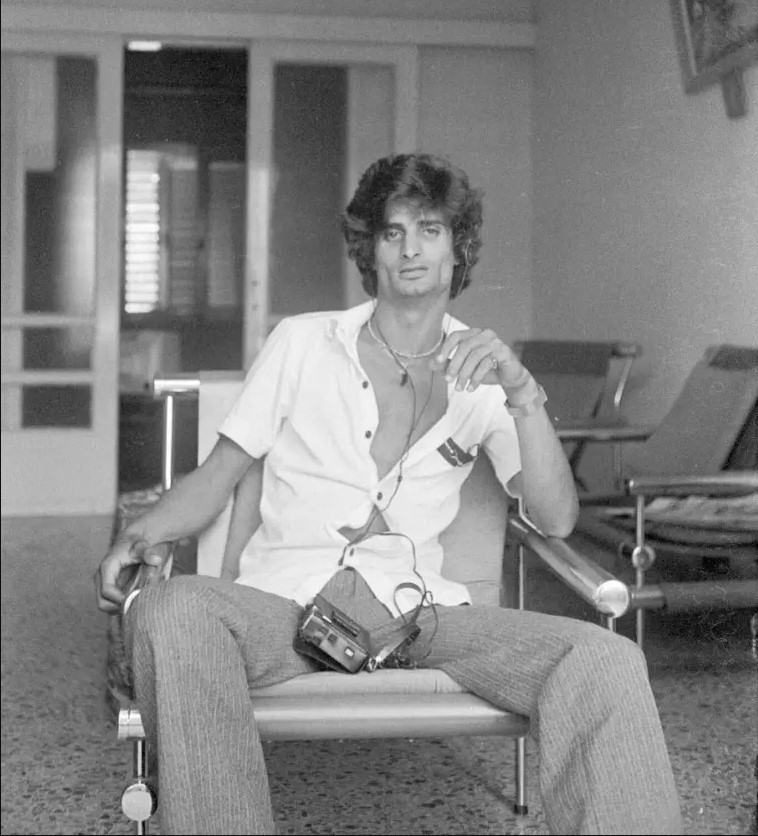
Арґов (1981)

1980 року вийшов дебютний альбом Арґова «Елінор» (івр. אלינור, «Елеонора») містив головний трек «Сод ГаМазалот» (івр. סוד המזלות, «Секрет Зодіака»), і «Ма лах, яльда?» (івр. מה לך ילדה, «Що з тобою, дівчино?»), данину його колишній дружині Брасі, яка залишилася коханням його життя. Завдяки успіху альбому Арґов став популярним співаком, виступав наживо по всьому Ізраїлю. Він є одним із перших співаків, які досягли комерційного та загальнонаціонального успіху в стилі близькосхідної-середземноморської/східної (мізрахі) музики, незважаючи на те, що його музика на той час не була мейнстрімом, а радіостанції віддавали перевагу поп-музиці з-за кордону.
1982 року Арґов гастролював по США, його запрошували на вечірки та у клуби. Саме там він вперше спробував важкі наркотики, почалася залежність від героїну та креку (кокаїну). Він казав, що вперше спробував важкі наркотики в клубі «Алилуя» (англ. Club Halleluyah) в Лос-Анджелесі. Вже з 1983 року зловживання наркотиками у поєднанні з виснажливим графіком виступів почало помітно впливати на його здоров'я. Наприкінці 1983 року троє помічників відвезли його в Ейлат і закрили в готельному номері, щоб він прийшов у себе. Однак це не принесло результатів.
Хоча він все ще міг виконувати пісні наживо, через зловживання наркотиками він пропускав виступи та записи. На цей час Арґов уже став заможною людиною, але витрачав свої гроші на наркотики. Вирішивши, що він не може подолати свою наркозалежність, брати Реувені розірвали з ним контракт і натомість вирішили підписати контракт з новою багатообіцяючою зіркою Хаїмом Моше. Арґов сприйняв це як зраду, а також нарешті усвідомив, що немає надії помиритися зі своєю колишньою дружиною Брахою, яка якраз вдруге вийшла заміж. Його наступним продюсером став Авіґдор Бен-Мош. Хоча Арґов продовжував записувати музику, його поведінка була дисфункціональна під час записів.
1984 року Арґов гастролював по США та Франції. 16 липня 1984 року, після повернення до Ізраїлю з виступу в Парижі, Арґова заарештували за підозру у торгівлі наркотиками. Через два тижні звільнили під заставу, але заборонили на півроку виїжджати з країни. На цей час наркотична залежність руйнувала його кар'єру та зменшувала його статки. Промоутери почали використовувати цю ситуацію, занижуючи оплату або вдаючи, що заплатили йому. 1985 року він випустив ще один альбом. У лютому того ж року під час туру в Парижі він ледь не передозувався наркотиками. У червні 1985 року його заарештували за зберігання героїну і засудили до одного року умовно.
Наприкінці 1985 року він підписав 15-річний контракт з єрусалимським продюсером Ніссімом Бен-Хаїмом. 1986 року він випустив свій сьомий альбом «ЛіГійот адам» (івр. להיות אדם, «Бути людиною»), який мав комерційний успіх. Проте того року Арґов виступав рідко, поки сам не вирішив записатися у програму реабілітації наркоманів. Після завершення програми в 1987 році він з'явився в ток-шоу і заявив, що він «чистий» і готовий почати новий розділ свого життя. Через два місяці він знову почав вживати. У квітні 1987 року Арґов випустив свій восьмий і останній альбом «ГаДерех ГаБруха» (івр. הדרך הברוכה, «Благословенний шлях»).

### Смерть

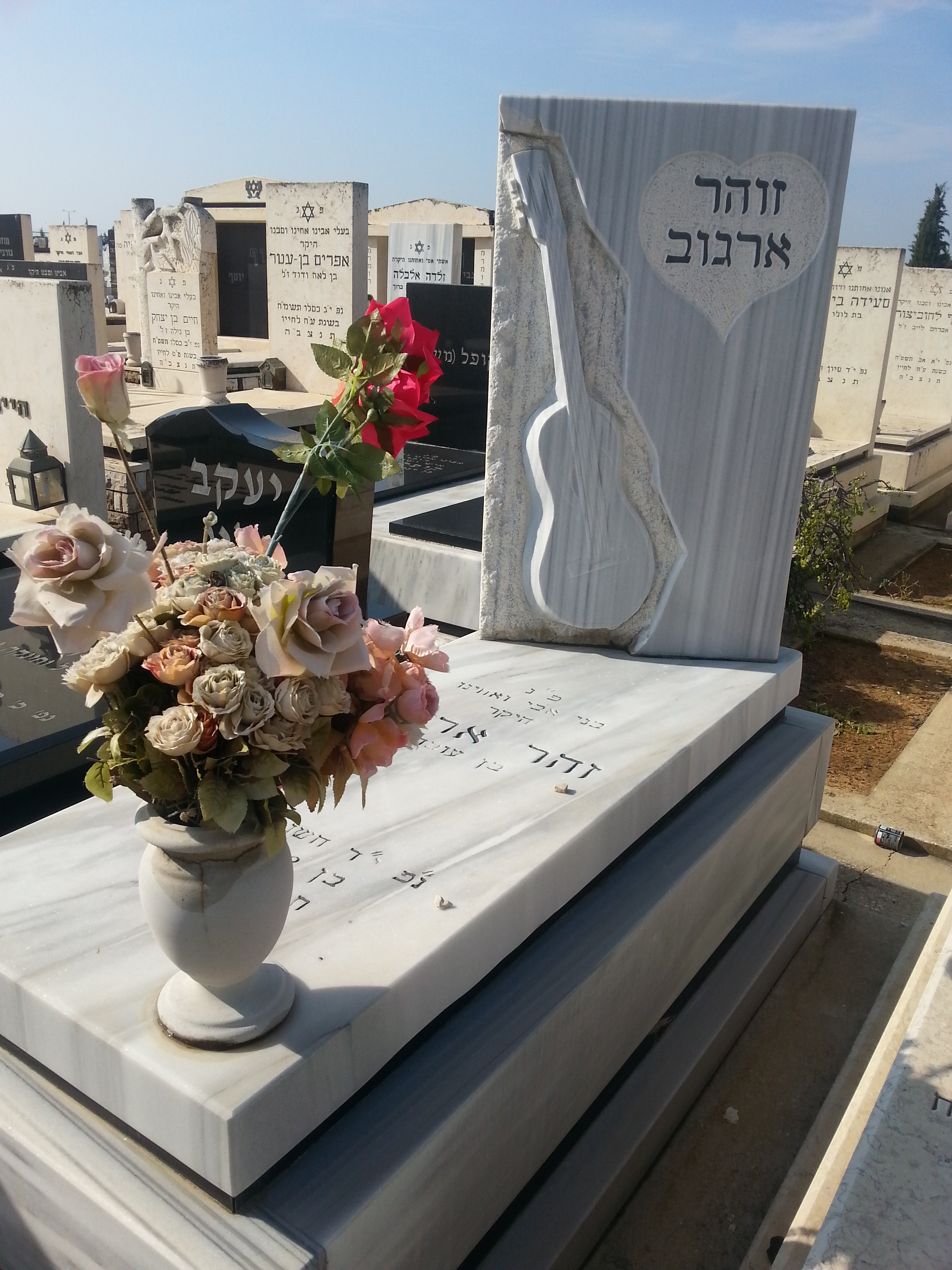
Могила Зогара Арґова

Рано-вранці 23 липня 1987 року Арґов, його брат і ще один чоловік, увійшли на станцію Маґен Давід Адом в Рішон-ле-Ціоні, і почали вимагати наркотики. Невдовзі після цього Арґова заарештували за підозрою у крадіжці гаманця лікаря в цьому районі, але відпустили, коли з'ясувалося, що він не має жодного стосунку до крадіжки. Під час звільнення з відділку міліції Арґов викрав пістолет, який лежав на столі. Після гучних розшуків його заарештували з пістолетом, засудили до одного місяця ув'язнення, яке було продовжено до шести місяців після апеляції.
За три тижні до завершення терміну, Арґов отримав відпустку, і зміг поїхати додому. Спочатку він зупинився у будинку співака Їшай Леві в Холоні, а потім він, разом із подругою і майбутньою дружиною Леві, Іріс Ґаббай (івр. איריס גבאי), залишилися самі в будинку матері Арґова в Рішон-ле-Ціоні. Згодом Ґаббай подала заяву в поліцію, в якій стверджувала, що Арґов намагався її зґвалтувати. Повернувшись до в'язниці, Арґов був заарештований і доставлений до відділку поліції в Рішон-ле-Ціоні для допиту.
6 листопада 1987 року Арґов помер у своїй камері, очевидно, покінчивши життя самогубством через повішення. Йому було 32 роки. Його знайшли мертвим о 4:00 ранку, повішеним на смужках, вирваних із ковдри, намотаних навколо шиї. Головний суперінтендант Агарон Таль (івр. אהרון טל), призначений для розслідування смерті Арґова, дійшов висновку, що Арґов не хотів покінчити життя самогубством, а тільки хотів створити враження, наче він намагався покінчити життя самогубством, щоб отримати поступки від охоронців. Арґов помер після того, як смужки затягнулися на шиї, і він не зміг самостійно врятуватися через дію речовин, які він прийняв перед цим.

## Спадщина

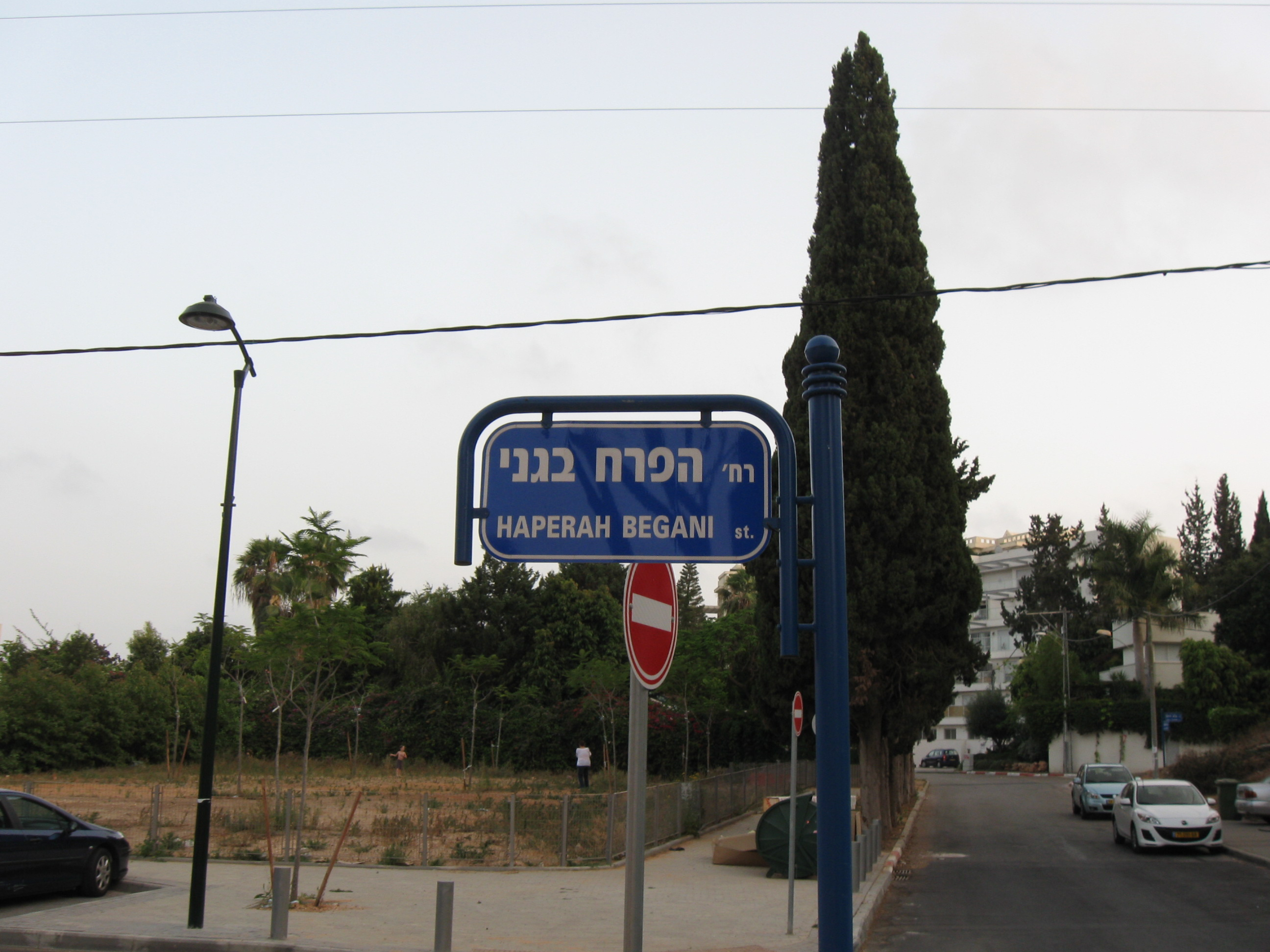
Вулиця ГаПерах БеҐані у Герцелії, на честь пісні Зогара

Після смерті за Зогаром продовжував зберігатися статус «ГаМелеха» (короля) музики мізрахі. З 1990 року, через три роки по його смерті, Управління телерадіомовлення Ізраїлю почало організовувати серію щорічних меморіальних концертів у конференц-центрі Біньяней ГаУма в Єрусалимі. Також розпочали кампанія зі збору коштів для створення центру реабілітації наркозалежних, названого його ім'ям. Арґову приписують впровадження музики мізрахі в ізраїльський мейнстрім, і його життєва історія широко обговорювалася, дехто вважає її символом соціокультурної трагедії, яка спіткала співаків з громади мізрахі в Ізраїлі.
Лейбл «Гед Арці» випустив подвійний альбом його музики «Зогар Арґов: Вибране». Арґов був героєм вистави, поставленої у театрі Камері в Тель-Авіві, а художній фільм про його життя «Зогар» мав комерційний успіх.
Його пісні, серед яких «ГаПерах БеҐані» (івр. הפרח בגני, «Квітка в моєму саду»), «Ма лах, яльда?» («Що з тобою, дівчино?»), «Гаю зманім» (івр. היו זמנים, «Були часи») і «Бадад» (івр. בדד, «Сам») — стали ізраїльською поп-класикою і невід'ємною частиною національної культури. 2007 року обговорювали пропозиції назвати на його честь вулиці у Рішон-Ле-Ціоні та Тель-Авіві, але це викликало суперечки через його засудження за звинуваченнями у зґвалтуванні, за що він провів рік у в'язниці. Коли він покінчив життя самогубством у 1987 році, він перебував у тюремній камері тоді, коли його знову звинуватили у зґвалтуванні.

## Дискографія
- 1977: «ГаТаклітон ГаРішон» (івр. התקליטון הראשון, «Перший сингл»)
- 1980: «Елінор» (івр. אלינור, «Елеонора»)
- 1981: «Гаю зманім» (івр. היו זמנים, «Були часи»)
- 1982: «Нахон ЛеГайом» (івр. נכון להיום, «Станом на зараз»)
- 1984: «Ках оврім хаяй» (івр. כך עוברים חיי, «Так проходить моє життя»)
- 1985: «Ям шель демаот» (івр. ים של דמעות, «Море сліз»)
- 1986: «ЛіГійот адам» (івр. להיות אדם, «Бути людиною»)
- 1987: «ГаДерех ГаБруха» (івр. הדרך הברוכה, «Благословенний шлях»)